# وینچنتسو دولچه
وینچنتسو دولچه (ایتالیایی: Vincenzo Dolce؛ زادهٔ ۱۱ مهٔ ۱۹۹۵) بازیکن واترپلو اهل ایتالیا است.
وی در مسابقات کشوری و بین‌المللی در مجموع برندهٔ ۲ مدال نقره شده‌است.